# کلاودن (عمارت بنجامین چو)
کلاودن ( ‎/ˈklɪvdən/‎ یا KLIV-dən )، همچنین به عنوان خانه جویدن شناخته می شود، یک مکان تاریخی متعلق به مرکز ملی حفاظت از تاریخ است که در محله مونت ایری در شمال غربی فیلادلفیا واقع شده است. کلاودن که به عنوان یک خانه روستایی برای وکیل بنجامین چو ساخته شد، در سال ۱۷۶۷ تکمیل شد و خانه هفت نسل از خانواده جو بود. کلاودن به مدت طولانی به عنوان محل نبرد ژرمن تاون در جنگ انقلابی آمریکا در سال ۱۷۷۷ و همچنین به دلیل معماری جرجی آن شهرت داشته است.
تحقیقات جدید در حال کشف تاریخ پیچیده‌تری در کلاودن است که شامل لایه‌های مهمی از جمله زندگی کسانی است که به بردگی گرفته شده‌اند و در خدمت خانواده چیو بوده‌اند. این اطلاعات معنای کلاودن را به عنوان یک مکان تاریخی حفظ شده، که موضوعات و داستان های هویت و آزادی آمریکایی را بررسی می کند، گسترش می‌دهد. آثاری از تاریخ ملک کلاودن و ساکنان آن را می‌توان در سراسر مناظر چوبی پنج هکتاری یافت.
زمین‌های کلاودن به‌عنوان یک پارک عمومی از دوشنبه تا جمعه ۹ تا ۵ بعد از ظهر اگر آب و هوا اجازه دهد برای جامعه باز است. این ملک شامل چهار ساختمان خانه اصلی، آشپزخانه وابسته، خانه شستشو و خانه کالسکه است. تورهای کلاودن از مه تا آگوست، پنجشنبه تا یکشنبه، از ۱۲ تا ۴ بعد از ظهر و سپتامبر تا نوامبر، جمعه-یکشنبه ۱۲-۴ بعد از ظهر در دسترس هستند

## تاریخ معماری
کلاودن در سال‌های ۱۷۶۳-۱۷۶۷ توسط صنعتگران محلی آلمانی به عنوان خانه تابستانی برای وکیل برجسته بنجامین چو، پدر (۱۷۲۲-۱۸۱۰) و خانواده‌اش به عنوان استراحتی از گرما و اپیدمی‌های تب زرد ساخته شد. در طول جنگ انقلابی آمریکا، این ملک در مرکز نبرد ژرمن تاون در سال ۱۷۷۷ قرار داشت. این خانه تا سال ۱۹۷۲ توسط هفت نسل از خانواده چو و خانواده به استثنای یک مورد آنها زندگی می‌کردند. زمانی که پس از نبرد به بلر مک کلناچان (۱۷۳۴-۱۸۱۲) فروخته شد، اما در سال ۱۷۹۷ توسط خانواده چو دوباره خریداری شد. توجه به این نکته مهم است که اگرچه خانواده چو و خانواده‌هایشان تا سال ۱۹۷۰ کلاودن را اشغال کرده بودند، اما تغییرات معماری خانه همیشه‌نما و پلان اصلی گرجستان را در نظر می‌گرفت که علی‌رغم تغییرات قابل توجه و انطباق‌هایی که از پشت نمایان می‌شد دست نخورده باقی می‌ماند. 

## لینک های خارجی
- وبگاه رسمی
- Cliveden at USHistory.org
- Cliveden National Historic Landmark Summary Listing
  - Cliveden (Chew House), National Historic Landmark Nomination. 2014 update.
- Historic American Buildings Survey (HABS) No. PA-1184, "Cliveden", 87 photos, 14 color transparencies, 17 measured drawings, 12 data pages, 7 photo caption pages
- Exterior view of Cliveden at the Library of Congress
- YouTube, Growing Up at Cliveden
- Benjamin Chew, Esq. A site dedicated to emerging research on Benjamin Chew, Esq.